# Hans Frank
Hans Michael Frank (n. 23 mai 1900, Karlsruhe, Imperiul German – d. 16 octombrie 1946, Nürnberg, Bavaria, zona de ocupație americană în Germania⁠(d)) a fost un avocat german care a lucrat pentru partidul nazist în anii 1920 și 1930 și ulterior a deținut o poziție administrativă înaltă în Germania nazistă; a fost acuzat, judecat și condamnat la moarte în procesele de la Nürnberg pentru rolul pe care l-a jucat în Holocaust în perioada în care a deținut funcția de guvernator general al Poloniei ocupate. A fost găsit vinovat de crime de război și crime împotriva umanității și executat pe 16 octombrie 1946.

## Finalul

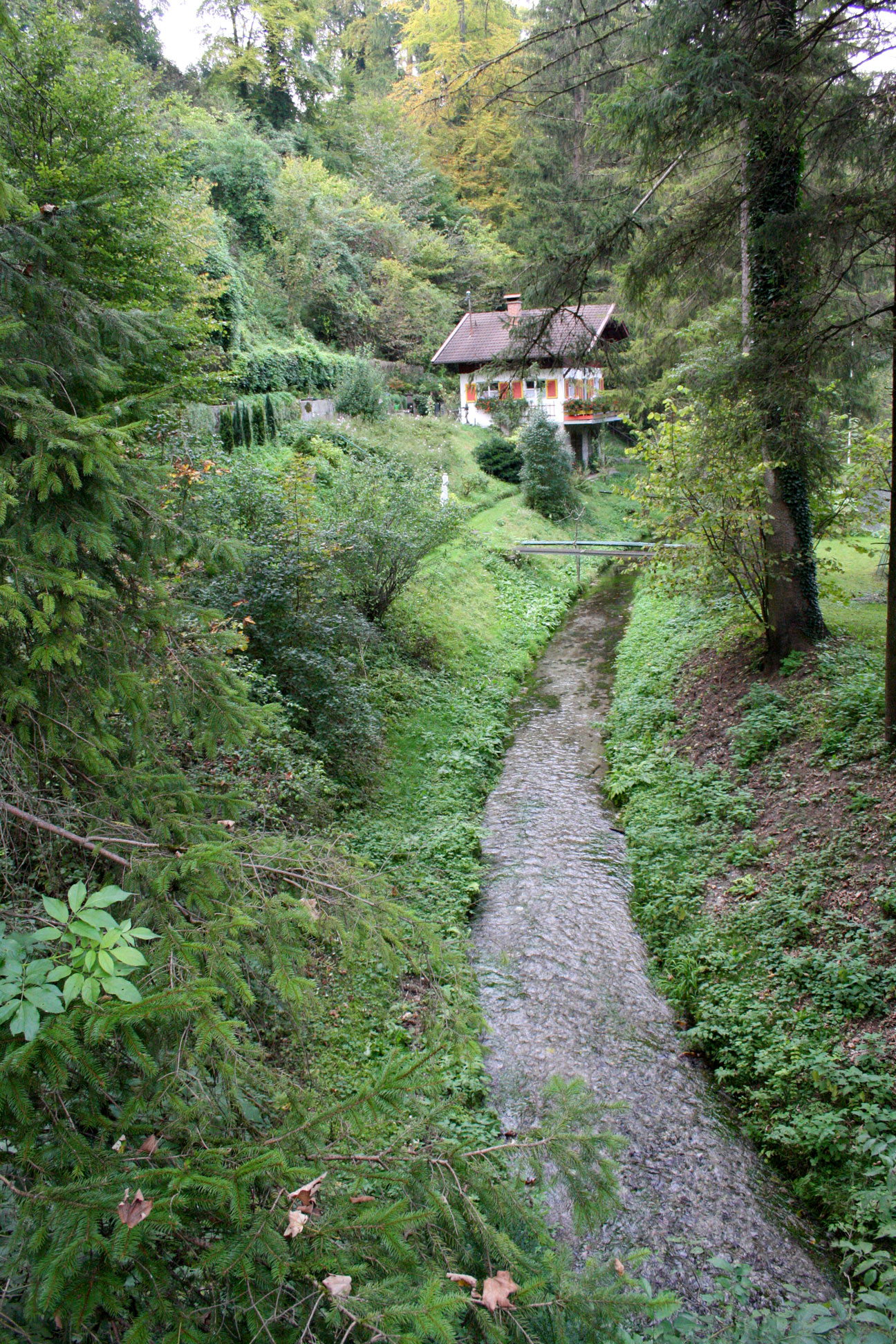
Pȃrȃul Wenzbach (München) în care a fost împrăștiată cenuşa celor 11 inculpați

A fost condamnat la moarte, prin spȃnzurare, împreună cu alți 10 inculpați, la procesul din Nürnberg. Execuțiile (duse la împlinire de americanii John C. Woods și Joseph Malta) au avut loc în sala de sport a închisorii din Nürnberg la data de 16 octombrie 1946, între orele 1:00 și 2:57. Cei 10 naziști executați au fost: Hans Frank, Wilhelm Frick, Alfred Jodl, Ernst Kaltenbrunner, Wilhelm Keitel, Joachim von Ribbentrop, Alfred Rosenberg, Fritz Sauckel, Arthur Seyss-Inquart și Julius Streicher. În dimineața zilei de 17 octombrie 1946 trupurile celor 10 executați, împreună cu trupul lui Hermann Göring (care se sinucise cu cianură cu o noapte înainte), au fost transportate cu camioane americane la crematoriul cimitirului estic din München, unde au fost imediat incinerate. Cenușa acestora a fost împrăștiată apoi de ofițeri americani în pârâul Wenzbach (mic afluent de stânga al râului Isar), lângă strada Conwentzstraße din München, spre a nu deveni ulterior loc de pelerinaj pentru extremiști de dreapta.

## Portretizări
Matt Craven a interpretat rolul lui Hans Frank în miniserialul TV „Karol, omul care a devenit Papă” (2005).